# Gonçalo da Câmara Pereira
Gonçalo Maria Pacheco da Câmara Pereira (São Sebastião da Pedreira, Lisboa, 15 de maio de 1952) é um fadista, produtor rural, ator e político português. Em 2020 anunciou a sua candidatura à presidência da República nas eleições presidenciais de 2021, da qual desistiu. Preside ao Partido Popular Monárquico (PPM) desde 2017.
Em 2024, é reeleito Presidente do Partido Popular Monárquico (PPM) de forma polémica e contestada por muitos militantes descontentes pelo seu percurso e pela forma como o congresso, do referido partido, foi organizado.
Foi deputado municipal à Assembleia Municipal de Lisboa entre 2009 e 2013, indicado pelo PPM no âmbito da coligação Lisboa com Sentido (PPD/PSD.CDS-PP.MPT.PPM). Desde 2021, é novamente deputado municipal à Assembleia Municipal de Lisboa para o mandato 2021–2025, tendo sido indicado pelo PPM no âmbito da coligação Novos Tempos Lisboa (PPD/PSD.CDS-PP.A.MPT.PPM).
Em 2025, no âmbito da campanha legislativa, Gonçalo da Câmara Pereira, enquanto presidente da Comissão Política Nacional do Partido Popular Monárquico, protagonizou uma intervenção pública na Ovibeja onde reiterou uma posição imigracionista, defendendo a vinda de trabalhadores agrícolas, um ingresso que tem sido grandemente oriundo de países do terceiro mundo, com baixos níveis de exigência salarial, para suprir carências laborais no setor agrícola português. Paralelamente, advogou a plena integração desses fluxos migratórios na sociedade, invocando uma tradição histórica portuguesa nesse sentido.

### Família
É irmão do fadista Nuno da Câmara Pereira, sobrinho de Maria Teresa de Noronha e primo de Hermano da Câmara, Vicente da Câmara e Teresa Tarouca.